# Buffalo Soldier (chanson)
Pour les articles homonymes, voir Buffalo Soldier et Buffalo Soldiers (film).
Singles de Bob Marley and the Wailers
Natural Mystic
(1982) One Love / 
People Get Ready
(1984)
Buffalo Soldier est une chanson écrite par Bob Marley et Noel "King Sporty" Williams, et enregistrée par Bob Marley and the Wailers autour de 1978. Elle n’apparaît sur disque qu’à la sortie posthume de l'album Confrontation en 1983 et devient l’une des chansons les plus connues de Marley. Le titre et les paroles font référence aux régiments de cavalerie afro-américains des États-Unis, connus sous le nom de « Buffalo Soldiers », qui ont combattu pendant les guerres indiennes après 1866. Marley associe leur combat à une lutte pour la survie, et le transforme en un symbole de résistance noire.
Buffalo Soldier est l'une des nombreuses chansons interdites d'antenne par la BBC pendant la guerre du Golfe.

## Origine
L’origine du terme « Buffalo Soldier » est théorisée comme donnée aux troupes noires par les Amérindiens, qui pensaient que les cheveux des Afro-Américains ressentaient et ressemblaient à la peau d’un bison. Ce nom est adopté par les troupes, qui connaissent bien « la bravoure farouche et l’esprit combatif du bison . » Le Buffalo Soldier avait pour tâche de régler des différends ferroviaires, de construire des lignes télégraphiques, de réparer et de construire des forts et d’aider les colons à coloniser des terres qui avaient été violemment prises aux Amérindiens. Ils ont également été chargés de protéger les colons colonisateurs contre les Amérindiens déplacés qui cherchaient à récupérer leurs terres. 

### Refrain
Le refrain de la chanson, avec les paroles Woe! Yoe! Yo!, a été inspiré par le refrain de la chanson «The Tra-La-La-La Song» des Banana Splits, le thème de leur émission de télévision en 1968, écrite par Mark Barkan et Ritchie Adams. Il n’y a aucune preuve de cela, et une histoire de la BBC en 2008 semble jeter le doute sur l’origine de cette histoire.

## Albums
- Confrontation (1983)
- Legend "The Best Of" (1984)

## Singles
- Buffalo Soldier / Buffalo (dub) (45T) - 1983
- Buffalo Soldier / Buffalo (dub) (Maxi 45T) - 1983
- Buffalo Soldier (original King Sporty version) - 1983

### Performance dans les charts
| Palmarès (1983)                 | Meilleure position |
| ------------------------------- | ------------------ |
| Autriche (Ö3 Austria Top 40),   | 14                 |
| France                          | 19                 |
| Norvège (VG-lista),             | 10                 |
| Nouvelle-Zélande (RIANZ),       | 3                  |
| Royaume-Uni (UK Singles Chart), | 4                  |

## Reprises
La chanson de Bob Marley fait l'objet de plusieurs reprises par différents artistes.
- 1985 : The Flying Pickets reprennent la chanson a cappella sur scène, l'enregistrement sort en 1986 dans l'album Flying Pickets Live ;
- 1995 : les I Threes, anciennes choristes de Bob, dans leur album Songs of Bob Marley ;
- 2002 : Gilberto Gil dans son album Kaya N'Gan Daya ;
- 2004 : la compilation Riddim: The Best of Sly & Robbie in Dub 1978-1985 contient une version instrumentale de Buffalo Soldier ; il y a aussi un sample de la chanson dans le morceau Rasta Man Chant ;
- 2008 : le rappeur Vanilla Ice dans Vanilla Ice Is Back! Hip Hop Classics ;
- 2012 : Yannick Noah  sur son album Hommage (à Bob Marley) ;
- 2016 : Cats on Trees sur la compilation Tribute Bob Marley - La légende ;
- 2017 : Hayseed Dixie dans une version bluegrass sur Free Your Mind and Your Grass Will Follow ;
- 2017 : l'orchestre philharmonique du Costa Rica, avec Mitchell Brunings au chant, sur Songs of Freedom - A Tribute to Bob Marley.

En 1996, les Fugees utilisent un sample de Buffalo Soldier dans le morceau Ready or Not, paru sur l'album The Score.